# Pentti Siimes

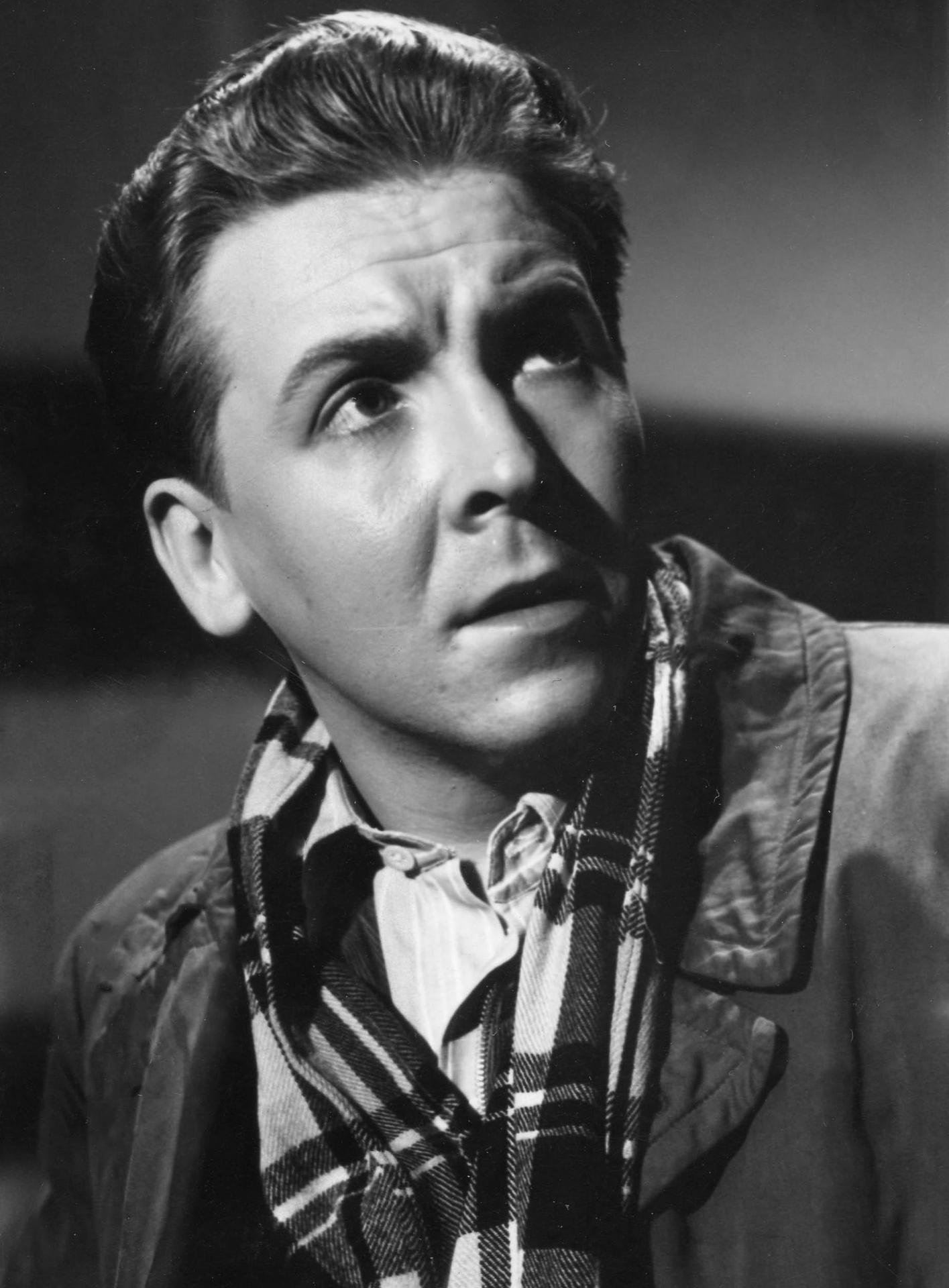
Pentti Siimes (1959).

Pentti Kalevi Siimes, född 10 september 1929 i Helsingfors, död där 27 oktober 2016, var en finländsk skådespelare. Han var gift med Elina Pohjanpää.
Siimes genomgick den Finska teaterskolan 1951–1953 och var 1953–1992 anställd på Finlands nationalteater. Han var en ypperlig komiker och karaktärsskådespelare, som belyste olika karaktärer intelligent och med små medel. Ett omdöme om honom lyder, att han inte spelade hjältar utan tänkande antihjältar, och att han tillhörde de skådespelare som har förmågan att skapa ett gott repetitionsklimat och en levande kontakt till publiken. En av hans förnämsta roller var Philip i Christopher Hamptons Filantropen, en skickligt undanglidande typ, som vill vara alla till lags; vidare kan nämnas girigbuken Geronte i Molières Scapins rackartyg samt Erik IV och slaven Clov i Samuel Becketts Slutspel.
Siimes medverkade i över femtio filmer och tv-serier. I Okänd soldat (1955) var han soldaten Määttä, för ovanlighetens skull inåtvänd och tystlåten. I den av Jack Witikka regisserade Silja (1956) gjorde han Honkkeli-Väinö, och han hade en roll i tre Kommissarie Palmu-filmer. Han fick inte sällan axla den populäre komikerns roll, till exempel i filmfarserna om Uuno Turhapuro och Vääpeli Körmy.
Som pensionär medverkade Siimes på Helsingfors stadsteater i Edward Albees Vaa'an kielellä mot Ritva Valkama och i storsuccén Kvartetten som i början av 2006 hade gått i fyra år. Han tilldelades Pro Finlandia-medaljen 1982 och Finska kulturfondens pris 1988.